# Exilisciurus exilis
Exilisciurus exilis là một loài động vật có vú trong họ Sóc, bộ Gặm nhấm. Loài này được Müller mô tả năm 1838.